# Cantón de Saint-Vallier-de-Thiey
El cantón de Saint-Vallier-de-Thiey era una división administrativa francesa que estaba situada en el departamento de Alpes Marítimos y la región de Provenza-Alpes-Costa Azul.

## Composición
El cantón estaba formado por siete comunas:
- Cabris
- Escragnolles
- Le Tignet
- Peymeinade
- Saint-Cézaire-sur-Siagne
- Saint-Vallier-de-Thiey
- Spéracèdes

## Supresión del cantón de Saint-Vallier-de-Thiey
En aplicación del Decreto n.º 2014-227 de 24 de febrero de 2014, el cantón de Saint-Vallier-de-Thiey fue suprimido el 22 de marzo de 2015 y sus 7 comunas pasaron a formar parte del nuevo cantón de Grasse-1.